# Rhaphium dichromum
Rhaphium dichromum är en tvåvingeart som beskrevs av Negrobov 1976. Rhaphium dichromum ingår i släktet Rhaphium och familjen styltflugor. Inga underarter finns listade i Catalogue of Life.